# تاریخ اردلان
تاریخ اردلان کتابی تاریخی از دوران صفویان و حکومت اردلان است که توسط اولین زن تاریخ‌نویس ایران ماه شرف خانم مستوره کردستانی  با مقدمه، تصحیح، تحقیق، تحشیه ناصر آزادپور در ۲ ژانویه ۱۹۴۶ میلادی برابر با ۱۲ دی ۱۳۲۴ شمسی در چاپخانه بهرامی در سنندج به چاپ رسیده‌است. این کتاب، در سال‌های مختلف با ویرایش‌گران، تصحیح‌کنندگان مختلف توسط انتشارات مختلف به چاپ سیده است.
نسخه‌ای خطی از کتاب تاریخ اردلان در سال ۱۳۲۸ خورشیدی توسط ناصر آزادپور چاپ شد که نسخه‌ای ناقص بود. در سال ۱۳۸۴ جمال احمدی‌آیین نسخهٔ خطی کامل‌تری از این کتاب را به دست آورد که شرح وقایع تا سال ۱۲۵۰ در آن نوشته شده‌بود. در سال ۱۳۹۸ نیز نسخهٔ کامل‌تری از کتاب تاریخ اردلان با تصحیح و ویراستاری جمال احمدی‌آیین و به کوشش منصورخان اردلان به چاپ رسید.

## مشخصات
تصحیح‌های متفاوتی از کتاب تاریخ اردلان با مشخصات زیر به چاپ رسیده‌است:
- م‍س‍ت‍وره ک‍ردس‍ت‍ان‍ی، م‍اه ش‍رف ب‍ن‍ت اب‍وال‍ح‍س‍ن، تاریخ کردهای اردلان، مقدمه، تصحیح و تحشیه از سیامند خلیلی، سنندج: انتشارات کردستان‏‫، ۱۳۹۳؛ ‫۲۲۴ ص. ‬‬
- م‍س‍ت‍وره ک‍ردس‍ت‍ان‍ی، م‍اه ش‍رف ب‍ن‍ت اب‍وال‍ح‍س‍ن، ت‍اری‍خ اردلان‌، ب‍ه ک‍وش‍ش ن‍اص‍ر آزادپ‍ور، سنندج: ه‍ه‌ژار‏‫‬، ۱۳۷۹؛ ۲۲۸ ص. ‬
- م‍س‍ت‍وره ک‍ردس‍ت‍ان‍ی، ت‍اری‍خ اردلان‌، ب‍ه اه‍ت‍م‍ام م‍ح‍م‍د ک‍ل‍ه‍ر و م‍ح‍م‍درئ‍وف م‍رادی، ت‍ه‍ران: آن‍ا‏‫، ۱۳۸۵؛ ‫۲۲۸ ص. ‬
- م‍س‍ت‍وره ک‍ردس‍ت‍ان‍ی، م‍اه ش‍رف ب‍ن‍ت اب‍وال‍ح‍س‍ن، تاریخ اردلان، به کوشش منصورخان اردلان، تصحیح و ویراستاری جمال احمدی‌آیین، سنندج: انتشارات روژ، ‏‫۱۳۹۸‬؛ ۵۰۴ ص.

## ترجمه به زبان‌های دیگر
کتاب تاریخ اردلان توسط عبدالرحمان شرفکندی شاعر، نویسنده و مترجم کرد به زبان کردی ترجمه شده و در سال ۱۳۸۱ توسط انتشارات ت‍ازه ن‍گ‍اه تهران در ۲۸۷ صفحه تحت عنوان «مێژووی ئه‌رده‌لان» به چاپ و انتشار رسیده‌است.
همچنین این کتاب توسط ی‍وگ‍ن‍یی‍ا ای‍ل‍ی‍ن‍ی‍چ‍ن‍ا واس‍ی‍ل‍ی‍وا نویسنده و مترجم روس، به زبان روسی ترجمه شده و در سال ۱۹۹۰ (۱۳۳۶) توسط انتشارات ن‍ائ‍وک‍ا (ش‍ع‍ب‍ه ادب‍ی‍ات ش‍رق) در مسکو به چاپ و انتشار رسیده‌است.